# Estruturas de controle e operadores de Euphoria
Este é um anexo que descreve as estruturas de controle e operadores de Euphoria, para ajudar no aprendizado nessa linguagem.

## Estruturas de controle
Estruturas de controle, em Euphoria, são comandos básicos que são usados para realizar comparações lógicas e repetições. Há três estruturas de controle em Euphoria: if, while, for.

### if
A estrutura if, segue o seguinte formato:
```
if
 
variável1
 
operador
 
relacional
 
variável2
 
then

   
ação1

end
 
if

```

A estrutura if, ainda pode conter uma exceção:
```
if
 
variável1
 
operador
 
relacional
 
variável2
 
then

   
ação1

else

   
ação2

end
 
if

```

E ainda pode conter uma exceção-condicional:
```
if
 
variável1
 
operador
 
relacional
 
variável2
 
then

   
ação1

elsif
 
variável1
 
operador
 
relacional
 
variável
 
then

   
ação2

end
 
if

```

Exemplo:
```
if
 
var
 
=
 
'a'
 
then
 
-- Se var = a então…

   
x
 
=
 
1
 
-- Atribuirá 1 a variável x

elsif
 
var
 
=
 
'b'
 
or
 
var
 
=
 
'B'
 
then
 
-- Caso contrário, se var for = 'b' ou 'B'

   
x
 
=
 
2

else
 
-- Caso contrário:

   
x
 
=
 
-
1

end
 
if
 
-- Termina if

```

O exemplo anterior testa se a variável é igual a a. Se não for, testa se a variável é igual a b ou B. Se nenhuma das condições for verdadeira, retornará o valor (-1), e encerrará a condição.

### while
A estrutura while, segue o seguinte formato:
```
while
 
variável1
 
operador
 
relacional
 
variável2
 
do

   
ação1

end
 
while

```

Ela continua sendo executada, até que a condição torne-se falsa. Exemplo:
```
while
 
var
 
>
 
0
 
do
 
-- Enquanto var for maior que 0

   
x
 
=
 
2
 
*
 
2
 
-- x é igual á 2 vezes 2 (4)

end
 
while
 
-- Termina o while

```

### for
A estrutura for, segue o seguinte formato:
```
for
 
variável
 
=
 
valor1
 
to
 
valor2
 
do

   
ação

end
 
for

```

A estrutura é executada até que a condição torne-se falsa. Enquanto for verdadeira, aumentará o valor de variável com o valor de “valor1” até chegar ao seu limite, o “valor2”. Enquanto for verdadeira, irá executar a ação programada. Exemplo:
```
for
 
var
 
=
 
1
 
to
 
10
 
do
 
-- var irá aumentar em 1 até 10

   
?
 
var
 
-- Põe na tela o conteúdo de var

end
 
for
 
-- Termina for

```

O exemplo acima, aumenta o valor de var em 1 até 10, e executa a função ? var, que manda o valor de var para a tela. O mesmo exemplo pode ser escrito, substituindo os números, por variáveis que contenham um valor númerico. O programa irá produzir:
```
12345678910

```

Diferente de todas as estruturas em Euphoria, a for só usa uma variável que ainda não foi declarada (apenas a primeira variável da estrutura, no caso var).

## Operadores
Operadores, em Euphoria, são símbolos especiais, que servem para fazer ações matemáticas, ou comparações lógicas.

### Operador de atribuição
Servem para atribuir valores a variáveis já declaradas. Exemplo:
```
atom
 
a
 
-- Declara a variável a

a
 
=
 
1
 
-- Atribui o valor 1, à variável a

```

Variáveis comuns não podem ter valores atribuídos à mesma, sem antes serem declaradas e, com exceção das variáveis constants, também não podem receber uma atribuição durante sua declaração, diferente de C++.
```
atom
 
a
 
=
 
1
 
-- Forma incorreta

```

O exemplo acima gera um erro.
```
atom
 
a
 
-- Forma correta

a
 
=
 
1

```

O segundo exemplo mostra a forma correta de se declarar uma variável e atribuir um valor a ela.

### Operadores aritméticos
A linguagem possui operadores aritméticos, que servem para realizar operações aritméticas. Em Euphoria, os seguintes operadores aritméticos estão disponíveis: adição (+), subtração (-), mutiplicação (*), divisão (/). Ela ainda suporta sinais unários (negativo e positivo).
```
?
 
3
 
+
 
5

```

No exemplo acima, o interpretador irá retornar 8, que é o resultado dessa operação aritmética. O sinal de interrogação (?) é o mesmo que a função print(1,), que retorna um valor em forma numérica.
```
?
 
8
 
*
 
3

```

O segundo exemplo retorna 24, isto é, 8 vezes 3 (8*3).

### Operadores relacionais
O Euphoria possui operadores relacionais, que são usados para realizar comparações entre valores, em estruturas de controle. Eles são:
| Operador | Descrição      |
| -------- | -------------- |
| <        | Menor          |
| >        | Maior          |
| <=       | Menor ou igual |
| >=       | Maior ou igual |
| =        | Igual          |
| !=       | Diferente      |
| and      | E              |
| or       | Ou             |